# Малік-шах III
Малік-шах III (*1128—1160) — 5-й султан Іраку в 1152—1153 та 1160 роках. Повне ім'я — Муїз аль-Даула ад-Дін Малік-шах ібн Махмуд.

## Життєпис
Походив з династії Сельджукидів. Другий син Махмуда II, султана Іраку. Народився у 1128 році, отримавши ім'я Малік-шах. Виховувався в Ширазі разом з братом Мухаммедом. У 1148 році Малік-шаха було підтримало під час повстання проти свого стрийка — іракського султана Масуда. Зрештою було домовлено, що Малік-шах стає спадкоємцем Масуду й одружується на його доньці.
У 1152 році Малік-шах після смерті султана Масуду стає новим володарем Іраку. Його визнали еміри арабського і аджемського Іраку, Аррану та Фарс. Втім брат Малік-шаха III — Мухаммед, малік Хузістану, виступив як претендент на трон. Його військо швидко рушило до Іраку. Султан не зміг організувати оборону. До того ж халіф аль-Муктафі розпочав військові дії в тилу, захопивши центральну Месопотамію. Зрештою у 1153 році султан потрапив у полон до Хасс-бека, де перебував до 1156 року. Новим султаном став Мухаммед.
У 1156 році Малік-шах втік з в'язниці, піднявши повстання проти султана Мухаммеда II. Втім доволі швидко брати замирилися. Малік-шаху надано в керування провінцію Фарс. У 1160 році після смерті Мухаммеда II він на деякий час знову захопив владу в султанаті, виступивши проти Сулейман-шаха. Але незабаром Малік-шаха III було переможено під Гамаданом. Він втік на північ й незабаром зазнав поразки і загинув у битві з еміром Шараф ад-Діном Іль-Дегізом.